# Basilica santuario di Santa Maria Materdomini
La basilica santuario di Santa Maria Materdomini o santuario dell'Assunta o ancora santuario di Materdomini  è una basilica pontificia minore, un santuario, un'ex abbazia benedettina e monumento nazionale situata a Nocera Superiore, nella frazione di Materdomini, nella zona al confine con Roccapiemonte; fa parte della Diocesi di Nocera Inferiore-Sarno, retta dalla parrocchia di San Michele Arcangelo. Al suo interno viene venerato l'effigie di una Madonna col Bambino denominata Santa Maria Materdomini (Madre del Signore), che sarebbe stata rinvenuta grazie a un'apparizione mariana.

## Storia

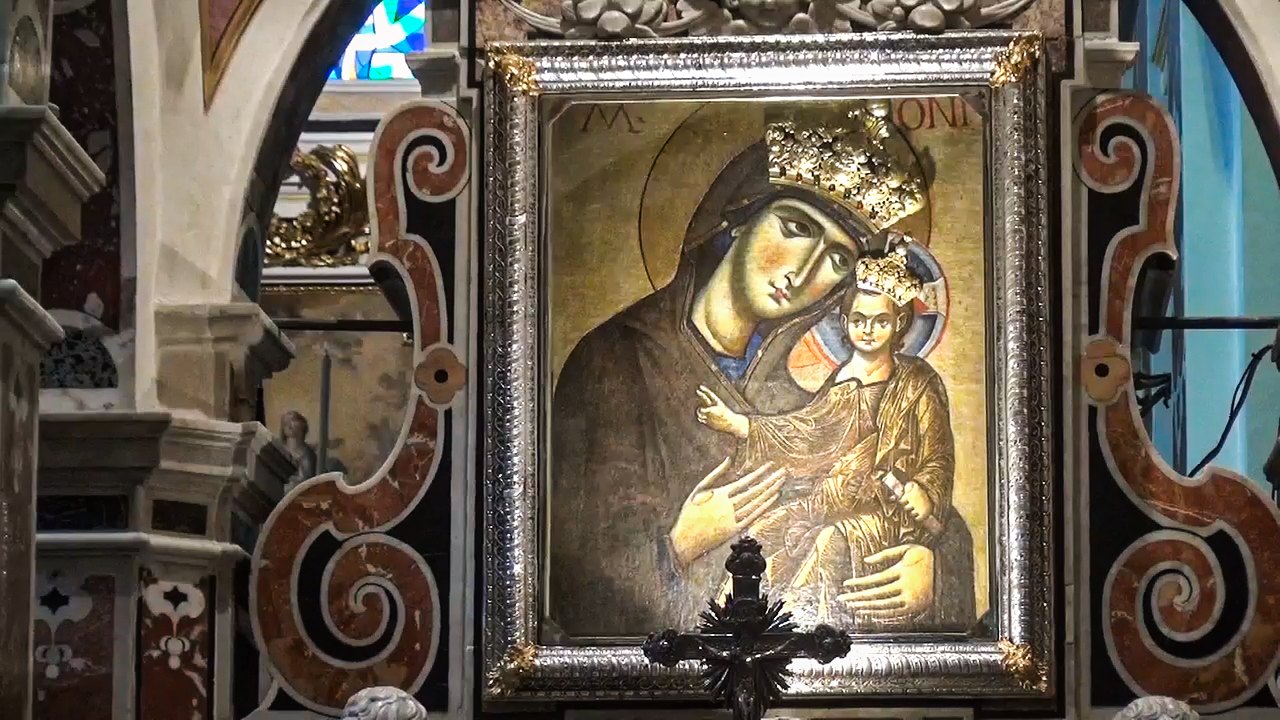
La Cona, effigie di Santa Maria Materdomini

Secondo la tradizione la tela del quadro fu ritrovata sotto terra, conservata tra due tavole di legno di castagno, in seguito alla visione di una contadina, conosciuta col nome di Caramari, cui la Madonna avrebbe chiesto di scavare sotto la quercia all'ombra della quale la giovane riposava. La devozione per l'icona sacra, chiamata anche "la Cona", crebbe alimentata dai miracoli che i fedeli le attribuivano. 
La costruzione di una prima piccola chiesa nel luogo dove il quadro era stato rinvenuto, databile intorno al 1041, secondo altre fonti viene collocata intorno al 1060. Nel 1834 padre Bernardino di Lioni, nel suo "Libretto che contiene l'istoria della miracolosa immagine di Santa Maria Materdomini che si venera nella sua chiesa, sita nelli confini della città di Nocera-Pagani", testimonia che in quell'anno era stata iniziata la primitiva cappella; nel 1909 Michele De' Santi, nella sua "Storia del Santuario di Materdomini", conferma la data e afferma che questa informazione padre Bernardino di Lioni l'aveva tratta da alcune pergamene del 1400, scritte da un giovane di Roccapiemonte di cognome Ferrara. Il primo maggio 1061 papa Niccolò II consacrò la cappella, concedendo un'indulgenza plenaria. Dal 1075 circa Pietro Regina, e successivamente dal 1091 i fratelli Stefano e Nicola Pagano, sotto l'ordine dei Preti Bianchi, iniziarono a prendersi cura dell'immagine e della cappella. Dal 1632 subentrarono i Basiliani, che rimasero in quel luogo fino al 1809, quando l'ordine fu soppresso dall'occupazione militare francese. Successivamente si instaurarono i frati francescani, tuttora presenti.

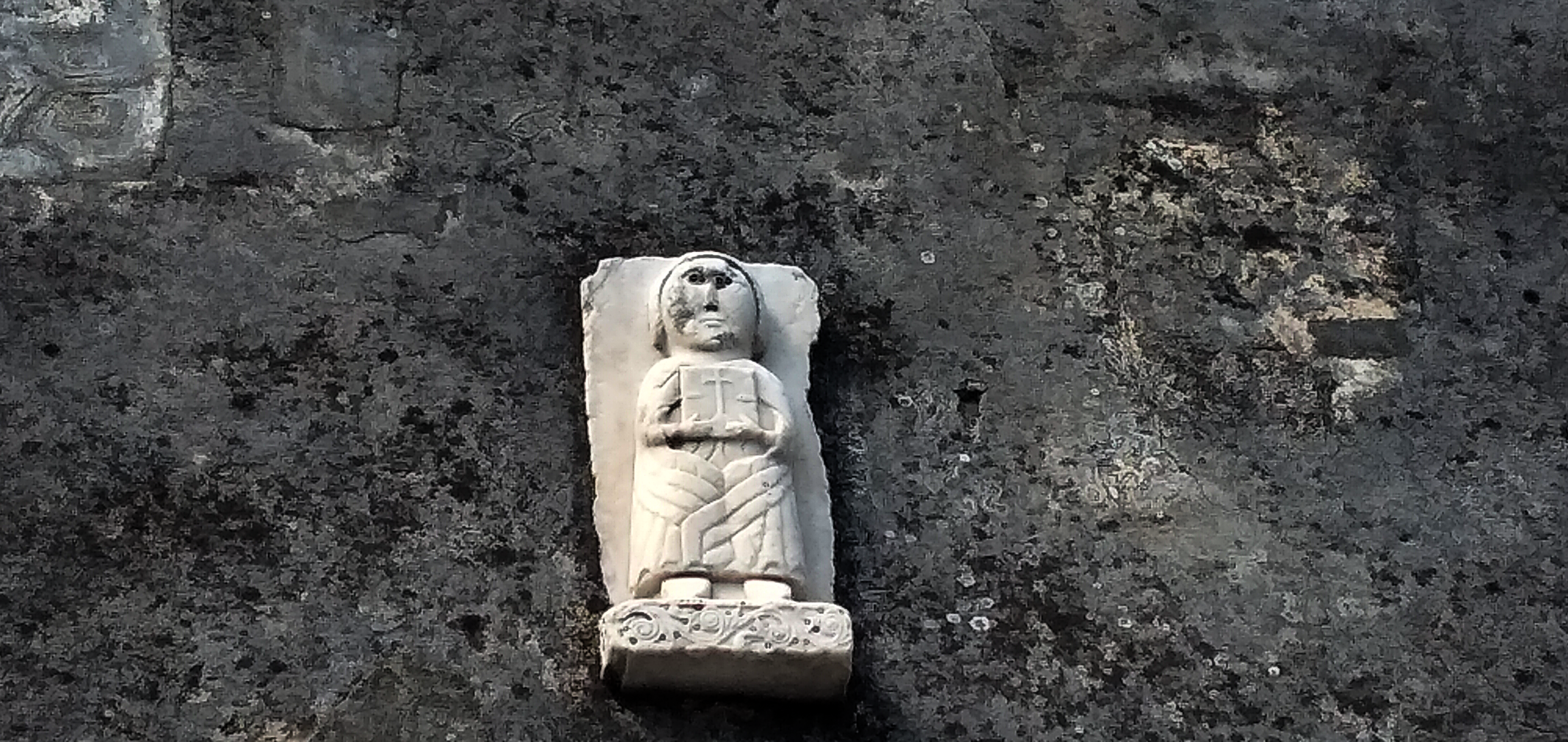
Icona in marmo d'epoca medievale, sulla facciata laterale del convento

Nel 1300 Carlo II D'Angiò donò il castello di Castel San Giorgio e l'annessa cappella al santuario (allora abbazia benedettina); nel 1631 i padri Benedettini iniziarono ad accogliere alcuni frati e alcuni novizi e da allora fino al 1653, quando il monumento longobardo fu donato alla parrocchia di san Biagio in Lanzara, il castello divenne un piccolo convento. Il 10 giugno 1749 la Sacra immagine fu incoronata da papa Benedetto XIV.
La basilica nei secoli passati è stata visitata da personaggi famosi, tra i quali: Enrico IV di Franconia (che fu guarito dalla lebbra); papa Niccolò II (che consacrò il santuario, allora ancora una semplice cappella); Ruggero I di Sicilia; Guglielmo I di Sicilia, detto il Malo (che spogliò il santuario delle sue ricchezze) e Guglielmo II di Sicilia, detto il Buono (che risarcì il santuario dopo i furti commessi dal padre).
Nel maggio del 1923 papa Pio XI ha elevato al rango di basilica minore il santuario, dichiarato monumento nazionale nel 1931. Nel 1947, dopo i lavori di restauro dell'intera struttura, il santuario accolse il Congresso Mariano Salernitano-Lucano, al quale parteciparono i più importanti studiosi e religiosi della Campania.
Nel corso dei secoli molte grazie sono state attribuite alla Materdomini e con esse anche molti voti, i cui gioielli in gran parte trovarono posto sul quadro fino al 1842 (quando furono rubate le due corone donate dal Capitolo Vaticano, ritrovate in seguito da un nobile nocerino), poi fino al 1914 (quando furono di nuovo rubate le corone e i gioielli, poi ritrovati dopo qualche giorno a Civitavecchia), per scomparire definitivamente nel 2006 (quando dopo l'ultimo restauro furono messe dentro delle teche nella Congrega del Santo Rosario).
Il santuario accoglie le spoglie di Roberto d'Angiò (1258-1265), figlio di Carlo I d'Angiò e di Beatrice di Provenza, morto prematuramente all'età di sette anni. La stessa regina Beatrice, deceduta il 23 settembre 1267 nel castello del Parco a Nocera Inferiore, fu tumulata provvisoriamente accanto ai resti mortali del figlioletto. Le sue spoglie, nel 1277, furono traslate ad Aix-en-Provence, nella chiesa di San Giovanni di Malta.

### Altri luoghi di culto
Nel corso dei secoli molti nobili e papi fecero costruire a proprie spese diverse chiese, che avrebbero dovuto sempre far riferimento al santuario; molte sono in uso, altre sono scomparse o ne sono rimasti solo i ruderi:
- chiesa di Santa Maria in Palma Campania; (scomparsa)
- chiesa di Santa Maria Materdomini in Mercato San Severino; (scomparsa)
- chiesa di Santa Maria Materdomini in Campagna; (scomparsa)
- chiesa di San Giacomo in Campagna; (ruderi)
- chiesa di San Giacomo in Montoro; (ruderi)
- chiesa di San Marzano in San Marzano sul Sarno; (scomparsa)
- chiesa di San Michele Arcangelo in Mercato San Severino; (in uso)
- chiesa dell'Annunziata in Mercato San Severino; (in uso)
- chiesa del SS. Salvatore alla rocca di San Quirico a Roccapiemonte; (scomparsa)
- chiesa di Santa Maria al Castello a Castel San Giorgio; (in uso)
- chiesa di Santa Maria la Barra a Castel San Giorgio; (scomparsa)
- chiesa del Santo Spirito a Forino; (ruderi)
- chiesa di Sant'Andrea al Castello, a Montefredane; (scomparsa)
- chiesa di Sant'Andrea nella Valle a Montefredane; (scomparsa)
- chiesa di San Vito a Salerno; (scomparsa)
- chiesa di Sant'Agnello a Montanera; (scomparsa)
- chiesa di San Nicola di Bari a Castello di Giove; (scomparsa)
- chiesa di Santa Maria alli Mazzi a Pellezzano; (in uso)
- chiesa di San Felice a Pastorano; ( in uso)
- chiesa di San Pietro Apostolo a Scafati; (in uso)
- chiesa di San Leone a Castel San Giorgio; (scomparsa)
- chiesa dell'Assunta a Olevano sul Tusciano; (scomparsa)
- chiesa di San Martino a Montecorvino Rovella; (scomparsa, ma la frazione porta il nome del Santo)
- chiesa di Santa Lucia a Giffoni Valle Piana; (scomparsa)
- chiesa di Santa Maria a Giffoni Valle Piana; (scomparsa)
- chiesa di San Bartolomeo Apostolo a Campo di Giove; (scomparsa)
- chiesa del Santissimo Salvatore a Giffoni Sei Casali; (in uso)
- chiesa di San Cipriano ad Aquara; (scomparsa)
- chiesa di San Martino ad Aquara; (scomparsa)
- chiesa dell'Assunta a Castel San Giorgio; (scomparsa)
- chiesa di Santa Maria delle Grazie a Roccapiemonte; (in uso)
- chiesa di San Potito a Roccapiemonte; (scomparsa, ma la frazione porta il nome del Santo)
- chiesa di Sant'Elia a Roccapiemonte; (scomparsa)
- Chiesa di Santa Maria delle Grazie a Siano; (in uso)
- Chiesa di San Vito a Siano; (scomparsa, ma è il terzo patrono della città dopo San Sebastiano e San Rocco)
- chiesa di Santa Maria dei Martiri a Castel San Giorgio; (scomparsa)
- Chiesa di San Valentiniano a Montoro; (in uso)
- chiesa di San Bartolomeo Apostolo a Montoro; (in uso)
- chiesa di San Giovanni Battista e di San Nicola da Tolentino a Montoro; (in uso)
- chiesa di San Vito a Corigliano Calabro; (scomparsa)
- chiesa di San Giorgio a Montecorvino Rovella; (scomparsa)
- chiesa di San Giovanni Battista a Montecorvino Rovella; (scomparsa)
- chiesa di San Giovanni di Dio a Corigliano Calabro; (in uso)
- chiesa di Santa Maria;
- chiesa di Sant'Angelo;
- chiesa di Sant'Aloisio;
- chiesa di San Fortunato;
- chiesa di Santa Lucia;
- chiesa di San Matteo Apostolo;
- chiesa di San Felice;
- chiesa di San Martino;
- chiesa di Santa Maria Maddalena;
- chiesa di Sant'Andrea;
- chiesa di Santa Caterina;
- chiesa dell'Annunziata a Castel San Giorgio; (in uso).

## Il complesso
Il complesso, che oggi ospita il convento dei frati minori, si presentava fino al 1943 sotto forma di quadriportico, con il convento che occupava tre lati e la chiesa situata nel lato est. In seguito ai bombardamenti della seconda guerra mondiale, due ali furono gravemente danneggiate e in seguito abbattute; permane solo l'ala nord, cui fu aggiunto in seguito il terzo piano. Addossato alla chiesa, sul lato destro, vi è il campanile, che conserva ancora le tre campane originali del '700.

### La chiesa
La facciata si compone di tre grandi archi, ciascuno sormontato da un finestrone; in corrispondenza dell'arco centrale vi è la loggia. Si accede quindi all'atrio, al quale si affacciano i tre portali d'ingresso. Il portale maggiore, in una cornice marmorea, racchiude un portone ligneo istoriato realizzato nel 1833: in dodici formelle sono rappresentati sia i sei momenti del ritrovamento dell'icona (a sinistra), sia i primi sei miracoli che furono registrati dalle cronache del tempo (a destra). Poco più in alto si trovano le insegne pontificie, delle quali possono fregiarsi solo le basiliche pontificie. 
All'interno la basilica si presenta a navata unica, a metà della quale, sulla destra, vi è il tempietto che custodisce l'immagine della Madonna. Quest'ultimo, a base quadrata, è sormontato da una cupoletta di marmo che termina con una lanterna. Il quadro di Santa Maria Materdomini è conservato in una cornice marmorea che sovrasta il tabernacolo e l'altare, circondati da pregevoli stucchi colorati. Il tempietto, opera di un artista napoletano, sostituì la primitiva cappellina in legno che accoglieva il quadro: fu commissionato dall'abate basiliano Cirillo Balducci nel 1641 (un'incisione sulla cupola riporta la data 1645, probabilmente l'anno in cui furono ultimati i lavori).
Essendo una "chiesa dentro la chiesa", molti fedeli la chiamano "piccola Porziuncola". Alcuni autori riportano episodi miracolosi legati al quadro. Secondo la tradizione il tempietto è stato edificato nel punto esatto in cui fu ritrovato il quadro. In due occasioni si decise di spostarlo sull'altare maggiore, per liberare la chiesa dalla piccola cappella che interrompe la visuale, essendo a metà della navata: durante la prima traslazione, ancora prima di cominciare, la zona fu scossa da terremoti e da forti lampi, che fecero desistere i presenti dal loro progetto. Invece riuscì la seconda traslazione, ma solo momentaneamente: durante la notte infatti il quadro fu ritrovato al posto precedente.

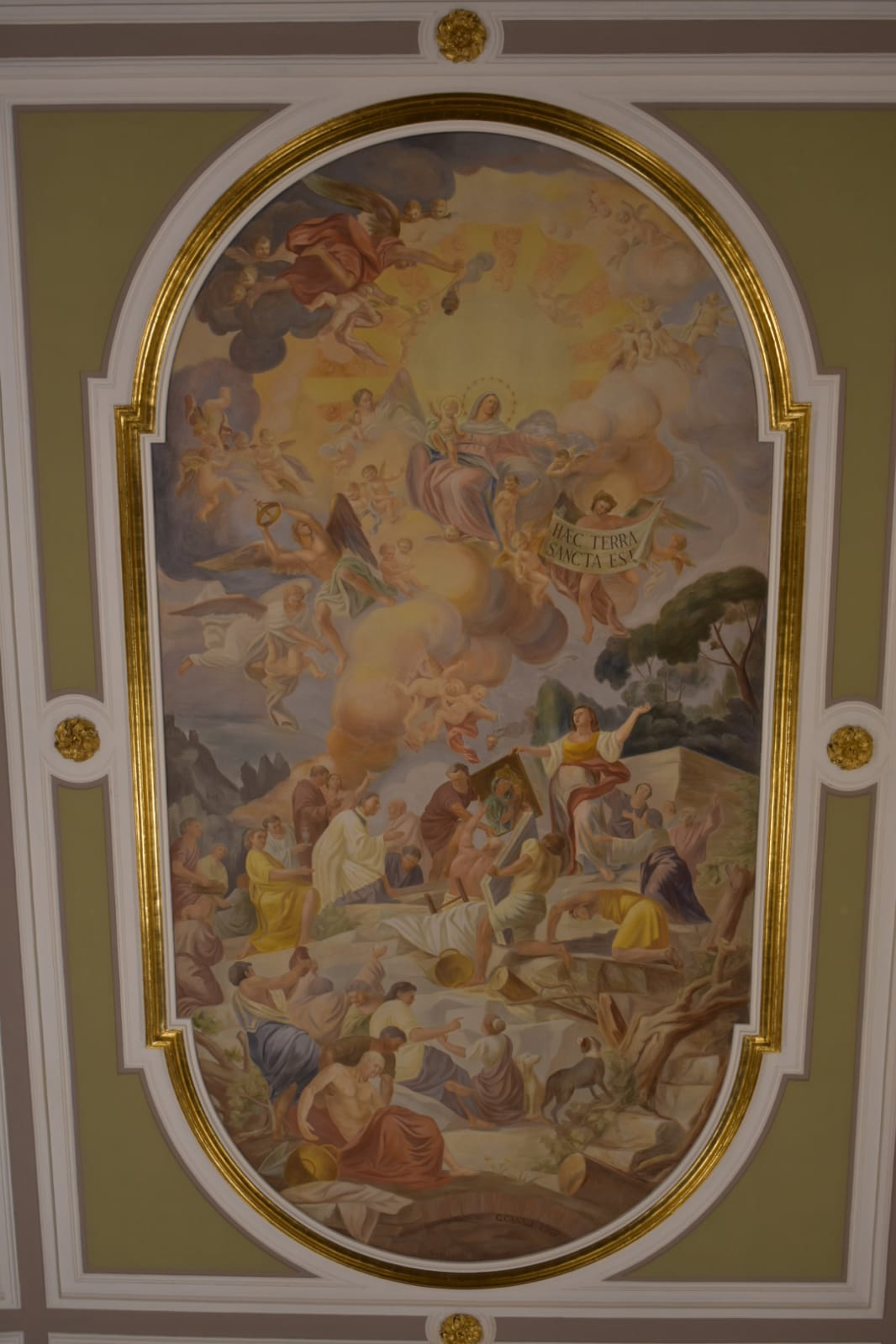
Tela centrale, raffigurante il ritrovamento del quadro

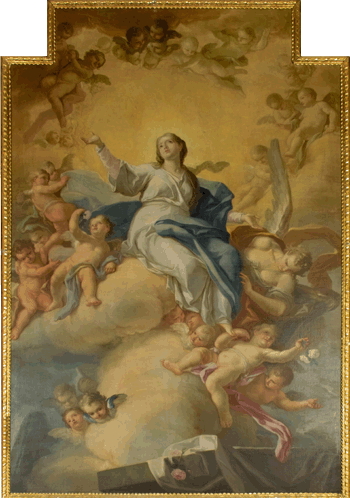
Tela dell'Assunta, Giacinto Diano, seconda metà del XVIII secolo. In origine posta sul soffitto, oggi funge da pala d'altare.

Nel 1660 circa il soffitto fu sostituito da un cassettonato ligneo, nel quale l'artista Angelo Solimena inserì ventuno sue opere: una tela raffigurante l'episodio del ritrovamento del quadro, una tela raffigurante l'Assunzione di Maria, ed episodi della vita dei santi Basiliani. Per il dipinto del ritrovamento, l'artista usò come modelli per la Madonna e il Bambino sua moglie e suo figlio, Francesco Solimena, in seguito artista di spicco del panorama campano.
Nel 1775 il soffitto era marcito a causa di infiltrazioni d'acqua. Il cassettonato fu sostituito da stucchi, mentre l'artista Giacinto Diano rifece le tele del ritrovamento e dell'Assunzione. Sempre a causa di infiltrazioni, la tela dell'Assunta fu traslata nell'abside, e ancora oggi funge da pala d'altare. A seguito dei bombardamenti del 1943 il soffitto crollò, distruggendo le restanti opere del Diano. L'attuale soffitto fu realizzato nel 1947. I tre dipinti che vi sono collocati sono opera del prof. Giuseppe Canali e dei suoi aiuti. La prima tela rappresenta il reliquiario d'argento e pietre preziose che contiene la reliquia del latte della Madonna, conservata presso i locali del convento e non più esposta alla pubblica venerazione a seguito di disposizioni da parte della curia vescovile.
La tela centrale, la più grande, rappresenta il momento del ritrovamento dell'icona di Maria. I personaggi e i dettagli raccontano fedelmente la tradizione tramandata nel tempo dai cronisti. Per i soggetti l'autore prese come modelli gli abitanti del luogo. La terza e ultima tela raffigura il cartiglio dorato che secondo la tradizione, durante la cerimonia di consacrazione del 1º maggio 1061, si posò sull'altare maggiore. Il testo latino recitava : "Quicumque venerit a primo Galli cantu usque per totum diem Assumptionis Augusti, fit mundus de omni peccato per os Domini Nostri Iesu Christi dictum est". Tradotto: "Chiunque dal primo cantare del gallo per tutto il giorno dell'Assunta di Agosto verrà [in questo santuario], sia mondo da ogni peccato; questa è parola del Nostro Signore Gesù Cristo".
Sulla parete sinistra ci sono quattro altari dedicati rispettivamente: al Sacro Cuore di Gesù, a sant'Antonio di Padova, a san Giuseppe e a san Francesco d'Assisi; di fianco all'altare di san Giuseppe vi è una piccola nicchia con una statuetta di sant'Anna che funge anche da porta d'ingresso per le scale del pulpito. Ogni altare ospita una tela di padre Aurelio Balzani, frate minore. Le tele andarono a sostituire le statue lignee che erano collocate nelle rispettive nicchie, per preservarle dalla forte umidità. Le statue di san Francesco e sant'Antonio sono ora collocate nella cappella della Riconciliazione; la statua del sacro Cuore di Gesù è conservata nei locali del convento; invece non si riviene più la statua di san Giuseppe.
Sul lato destro vi sono: l'altare della Deposizione, la cappella del Santo Rosario o della Riconciliazione, la cappella di san Basilio, la sacrestia e infine la sala capitolare (o cappella della Congrega del Santo Rosario). L'altare della Deposizione prende il nome dal dipinto della Deposizione di Cristo dalla croce che vi è stato collocato come pala d'altare. Questo altare è da identificarsi molto probabilmente con l'antico altare di santa Maria Maddalena,fatto costruire da una famiglia della frazione di Pecorari come è riportato da una scritta e uno stemma presente in basso a sinistra sulla tela.
La cappella del Santo Rosario o della Riconciliazione ospita diverse tele e statue. Sulla parete destra si trovano due tele (entrambe del 1700 circa): la prima rappresenta la Madonna del Carmine con le anime purganti, la seconda tre sante martiri, santa Lucia, sant'Apollonia di Alessandria e santa Barbara. Sull'altare, come pala, vi è la tela della Madonna del Rosario dipinta da Francesco Guarini nel 1645 circa. La Vergine, con in braccio il Cristo, è rappresentata nell'atto di offrire il rosario a san Domenico; partecipano alla scena san Pio V, san Pietro Martire, san Tommaso d'Aquino, santa Caterina da Siena e santa Rosa da Lima. Sempre in questa cappella sono ospitate anche: una statuetta del Santissimo Salvatore sotto forma di Bambinello sul globo, rubata nel 2015 e rifatta in occasione dell'Epifania 2020); una di san Domenico di Guzmán, una di san Francesco d'Assisi e una di sant'Antonio di Padova; sulla parete di fondo è collocato uno splendido Crocifisso ligneo in stile moderno, precedentemente posizionato in luogo dell'attuale portone d'ingresso al convento.
Successivamente ci sono la cappella di san Basilio, eretta dai padri Basiliani intorno al XVI secolo per onorare il santo fondatore dell'ordine. Come pala d'altare vi è collocata la tela del santo, mentre ai lati si trovano due affreschi raffiguranti san Nilo da Rossano e san Bartolomeo il Giovane, fondatori dell'abbazia di Grottaferrata, dalla quale proveniva la famiglia di Basiliani che si stanziarono a Materdomini. In quattro lunette sul soffitto sono raffigurati san Gregorio Nisseno e san Pietro di Sebaste (entrambi fratelli di san Basilio), san Giosafat e sant'Epifanio di Salamina. Al centro del soffitto si trova un affresco raffigurante Dio Padre e lo Spirito Santo sotto forma di colomba.
Ai lati della cappella sono collocate due enormi tele di Angelo Solimena. La prima ricorda la venuta del pontefice Niccolò II, la seconda il miracolo che la tradizione assegna all'imperatore Enrico IV. All'ingresso della sagrestia vi è un piccolo quadro di san Michele Arcangelo. Al suo interno si trova una statua della Materdomini, un busto ligneo dell'Ecce Homo e un lavabo marmoreo, sormontato da un affresco della Madonna con angeli. La vetrata policroma è opera del frate minore Tarcisio Manta.

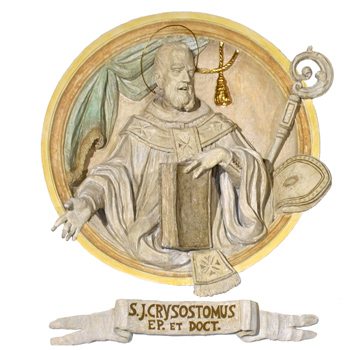
Altorilievo in stucco raffigurante san Giovanni Crisostomo, sul lato destro dell'altare maggiore

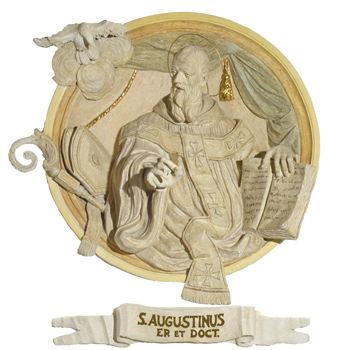
Altorilievo in stucco raffigurante sant'Agostino, sul lato sinistro dell'altare maggiore

Infine c'è la sala capitolare della Congregazione del Santo Rosario. Quest'ultima custodisce una pittura su tavola del '500 raffigurante la Pentecoste, opera dell'artista Lorenzo Grimaldi, e una statua vestita della Madonna del Rosario. La sala oggi è adibita a museo: in alcune teche di vetro sono custoditi gli ex-voto donati dai fedeli alla Madonna, gli oggetti più preziosi del santuario e alcune foto di inizio e prima metà del '900.
L'attuale presbiterio, con l'altare maggiore, fu realizzato nel '700 con marmi policromi. Per consentire la celebrazione versus populum, in tempi recenti sono stati aggiunti un altare in stile moderno, una sede e un ambone. Il presbiterio è separato dalla navata mediante una balaustra, anch'essa in marmi policromi. Ai lati dell'altare vi sono due altorilievi in stucco che raffigurano sant'Agostino, a sinistra, e san Giovanni Crisostomo, a destra; entrambi furono vescovi, e sono oggi venerati come dottori della Chiesa, come ricordano le due iscrizioni alla base delle opere. Alle spalle dell'altare vi è un meraviglioso coro ligneo, realizzato nel 1832. L'opera fu finanziata dal re Ferdinando II di Borbone, come ricorda l'incisione ancora visibile in corrispondenza dello scranno centrale. Nel coro è presente anche il badalone, un leggio ligneo rotabile che faceva da supporto ai libri corali.
Al di sopra della tela dell'Assunzione inizialmente trovava posto un quadro con il monogramma della B. V., oggi sostituito da una vetrata policroma che rappresenta la discesa dello Spirito Santo, realizzata da padre Tarcisio Manta. Tra il presbiterio e il coro si innalza il maestoso arco di trionfo. In alto, al centro, è posizionato un altorilievo con quattro angeli intenti a sorreggere un enorme cartiglio, su cui è raffigurata una colonna circondata da lingue di fuoco, stemma dei padri Basiliani. Sulla cantoria è posto l'organo, forse uno dei più grandi dell'Italia meridionale, costruito negli anni cinquanta. Addossato a un pilastro della parete sinistra, si trova un notevole pulpito in legno.